# 聖安德烈斯區
13°43′51″S 76°13′17″W / 13.73083°S 76.22139°W
聖安德烈斯區（西班牙語：Distrito de San Andrés）是秘魯的一個區，位於該國中南部伊卡大區的皮斯科省，始建於1900年10月19日，面積39.5平方公里，海拔高度27米，2005年人口14,134，人口密度每平方公里360人。